# Summer World University Games 2025/Teilnehmer (Kirgisistan)
| Gelbes Symbol für Goldmedaillen mit stilisierten Olympischen Ringen | Graues Symbol für Silbermedaillen mit stilisierten Olympischen Ringen | Braundes Symbol für Bronzemedaillen mit stilisierten Olympischen Ringen |
| ------------------------------------------------------------------- | --------------------------------------------------------------------- | ----------------------------------------------------------------------- |
| —                                                                   | —                                                                     | —                                                                       |

Kirgisistan nahm an den Summer World University Games 2025 vom 16. bis zum 27. Juli mit 15 Athleten (12 Männer und 3 Frauen) teil.

## Teilnehmer nach Sportarten

### Judo
| Männer - Danut Poltuschew - Khanbolot Yrysbekov - Nurmuchamet Bakirdinow - Anarbek Ishenbaev - Emirkhan Zholdoshkaziev | Frauen - Myrzaiym Duishonbekova |

### Leichtathletik
| Männer - Nursultan Kengeschbekow | Frauen - Ainuska Kalil kysy |

### Schwimmen
Männer
- Denis Petraschow

### Taekwondo
| Männer - Nurchan Samidinow - Aidin Altybaev - Azhar Makhmetova | Frauen - Azhar Makhmetova |

### Tischtennis
Männer
- Tilek Moldaljew
- Bektemir Osmonow